# ヘンリー・オニェクル
ヘンリー・チュクゥエメカ・オニェクル（Henry Chukwuemeka Onyekuru，1997年6月5日 - ）は、ナイジェリア・オニチャ出身のサッカー選手。ナイジェリア代表。アル・フェイハ所属。ポジションはフォワード、ミッドフィールダー。

## 経歴

### KASオイペン
アスパイアー・アカデミィーから、同じくカタール人がオーナーを務めるKASオイペンに加入した。プロキシマス・リーグでプロフェッショナルデビューを果たし、デビューシーズンで6ゴールをあげた。
2016-17シーズン、チームがジュピラー・プロ・リーグに昇格すると、年内だけで公式戦12ゴールをマークしたことで、様々なクラブから関心を集めた。本人の意思もあり、セルティックFCへの加入が有力視されていたが、結局は、2016-17シーズンはKASオイペンに残留することになった。年が明けてからもゴールを量産し、最終的にはシーズン合計24ゴールを記録した。リーグ戦では、得点王を受賞したウカシュ・テオドルチュクと同じく22ゴールを記録したが、アウェイゴールの差で、得点王受賞には至らなかった。

### エヴァートンFC
2017年の夏にエヴァートンと5年の契約を結び、初年度の2017-18シーズンはRSCアンデルレヒトへローン移籍することになった。
リーグ戦、第20節の古巣であるオイペンとの対戦中に、相手のGKと衝突し膝を負傷した。その治療のためローン移籍中であるが、エヴァートンに帰還することになった。
2018年7月12日、ガラタサライSKへレンタル移籍することが発表された。リーグ戦終盤のイスタンブール・バシャクシェヒルFKとの天王山では、決勝ゴールを記録し、チームにリーグタイトルをもたらした。
チームは国内カップ戦も制し、2冠を記録。オニェクルはシーズン通算16ゴール6アシストを記録し、国内2冠に大きく貢献した。しかし、結果を残す一方で、自己本位なプレーが散見されたことから、ガラタサライのメディアから批判を受けた。

### ASモナコ
2019年8月13日、ASモナコと5年契約を結んだ。
2020年1月5日、ガラタサライにレンタル移籍した。
2021年1月25日、ガラタサライにレンタル移籍した。

### オリンピアコスFC
2021年8月1日、オリンピアコスFCと4年契約を結んだ。

### アダナ・デミルスポル
2022年7月11日、アダナ・デミルスポルへレンタル移籍。その後完全移籍となった。

### アル・フェイハ
2023年8月11日、アル・フェイハに2年契約で移籍した。

## 代表経歴
2017年6月1日、トーゴ代表との親善試合で代表デビュー。
オニェクルは、エジプトで開催されたアフリカネイションズカップ2019のナイジェリア代表23人の最終メンバーに選ばれました。  彼は準決勝で最終的な優勝チームであるアルジェリア代表に1-2で敗れた試合で、後半の途中出場として12分間プレーしました。 オニェクルは、2019年9月10日に行われたウクライナとの国際親善試合のメンバーとして、ナショナルチームの監督によって招集されました。

## 人物
アーセナルFCのファンを公言しており、いつかはアーセナルに所属するのが夢だと語っている。同クラブの英雄であるティエリ・アンリに憧れを抱いており、現在のオニェクルのプレースタイルは、クリントン・エンジを参考にしている。

## 個人成績

### クラブでの成績
2019年5月26日現在
　出典：soccerway.com
| クラブ               | シーズン | リーグ戦       | リーグ戦 | リーグ戦 | カップ戦 | カップ戦 | UCL  | UCL  | UEL  | UEL  | その他 | その他 | 合計 | 合計 |
| クラブ               | シーズン | リーグ         | 試合     | 得点     | 試合     | 得点     | 試合 | 得点 | 試合 | 得点 | 試合   | 得点   | 試合 | 得点 |
| -------------------- | -------- | -------------- | -------- | -------- | -------- | -------- | ---- | ---- | ---- | ---- | ------ | ------ | ---- | ---- |
| KASオイペン          | 2015-16  | プロキシマ     | 19       | 6        | 0        | 0        | -    | -    | -    | -    | -      | -      | 19   | 6    |
| KASオイペン          | 2016-17  | ジュピラー     | 38       | 22       | 3        | 2        | -    | -    | -    | -    | -      | -      | 41   | 24   |
| KASオイペン          | 合計     | 合計           | 57       | 28       | 3        | 2        | -    | -    | -    | -    | -      | -      | 60   | 30   |
| アンデルレヒト(loan) | 2017-18  | ジュピラー     | 19       | 9        | 2        | 1        | 6    | 0    | -    | -    | 1a     | 0      | 28   | 10   |
| ガラタサライ(loan)   | 2018-19  | スュペル・リグ | 31       | 14       | 6        | 2        | 5    | 0    | 2    | 0    | 1b     | 0      | 44   | 16   |
| 合計                 | 合計     | 合計           | 110      | 51       | 11       | 5        | 11   | 0    | 2    | 0    | 1      | 0      | 132  | 56   |

1. ↑  予選、プレーオフを含む。
2. ↑  予選、プレーオフを含む。

a試合：ベルギー・スーパーカップ(1)
b試合：スュペル・クパ(1)

### 代表
2019年7月26日現在
　出典：national-football-teams.com
| 代表国       | 年   | 出場 | 得点 |
| ------------ | ---- | ---- | ---- |
| ナイジェリア | 2017 | 1    | 0    |
| ナイジェリア | 2018 | 7    | 1    |
| ナイジェリア | 2019 | 4    | 1    |
| 通算         | 通算 | 12   | 2    |

### 代表での得点
| #  | 日時          | 会場                                 | 対戦相手   | スコア | 最終結果 | 大会                               |
| -- | ------------- | ------------------------------------ | ---------- | ------ | -------- | ---------------------------------- |
| 1. | 2018年9月11日 | モンロビア、ＳＤＫスタジアム         | リベリア   | 0–1    | ○1–2     | 親善試合                           |
| 2. | 2019年3月22日 | アサバ、ステファン・ケシ・スタジアム | セーシェル | 2–1    | ○3–1     | アフリカネイションズカップ2019予選 |

1. ↑  勝(○)、分(▲)、敗(●)

## タイトル
アンデルレヒト
- ベルギー・スーパーカップ 2017

ガラタサライ
- スュペル・リグ 2018-19
- テュルキエ・クパス 2018-19

オリンピアコス
- ギリシャ・スーパーリーグ 2021-22